# Chandler Canterbury

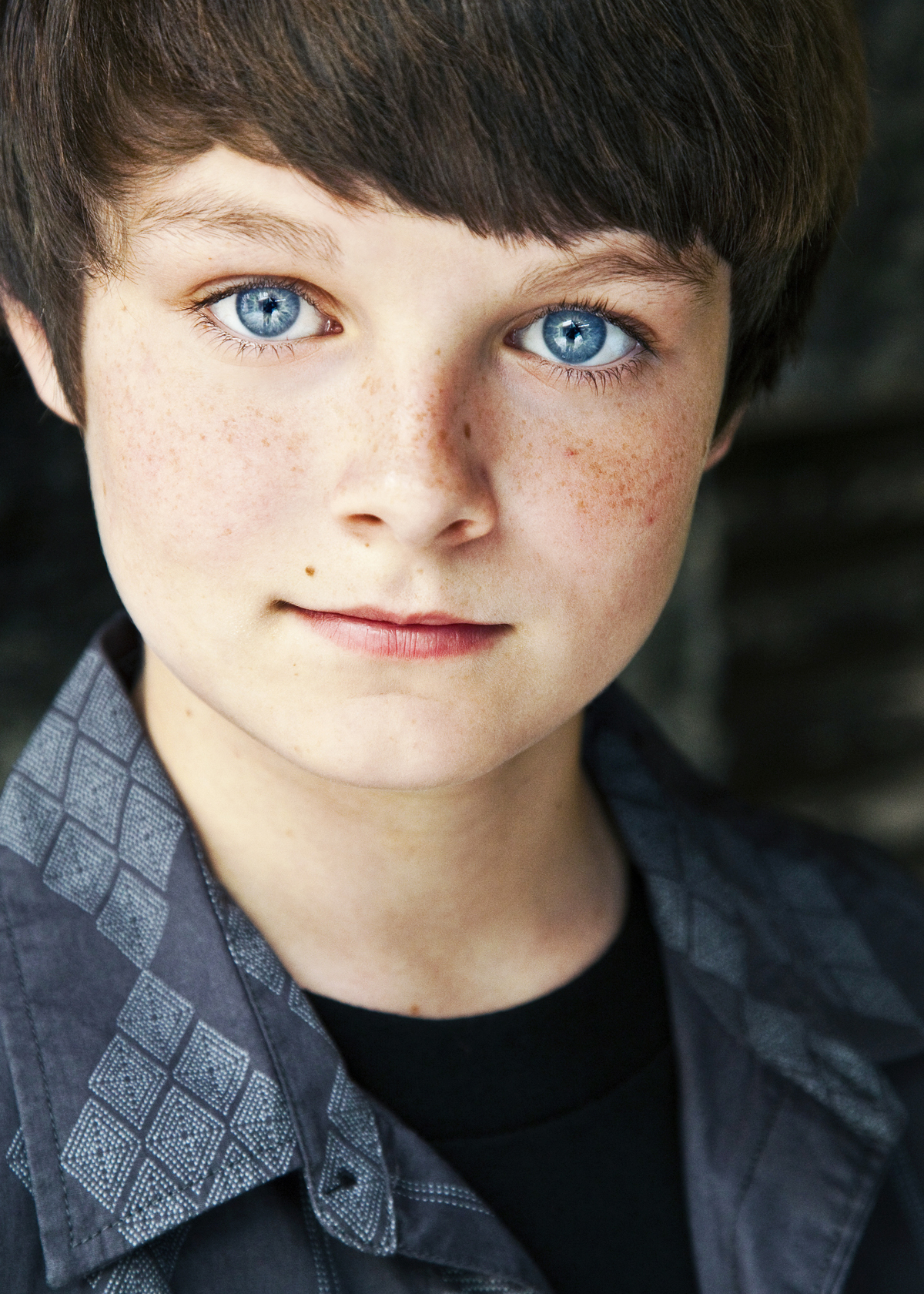
Chandler Canterbury (2011)

Chandler Canterbury (* 15. Dezember 1998 in Houston, Texas) ist ein US-amerikanischer Schauspieler.

## Leben
Chandler Canterbury wurde als Sohn von Kristine und Rusty Canterbury geboren. Zurzeit besucht er die Veritas Christian Academy, eine Privatschule in Houston, die Grund-, Mittel- und High School vereint und bekannt ist für ihr klassisches Bildungskonzept Grammatik, Dialektik, Rhetorik. Chandler Canterbury wird hier auch Rhetorik- und Sprecherziehungsunterricht erteilt.
Seine bisher größte Rolle hatte er im Film Knowing aus dem Jahre 2009, in welchem er den Grundschüler Caleb spielt, der eine mysteriöse Nachricht aus einer Zeitkapsel erhält, die zwar fünfzig Jahre alt ist, aber sämtliche Katastrophen der letzten 50 Jahre zu verzeichnen scheint. Chandlers Durchbruch gelang ihm mit der Rolle des achtjährigen, dementen Benjamin Button im Film Der seltsame Fall des Benjamin Button, einer Verfilmung der Novelle The Curious Case of Benjamin Button von F. Scott Fitzgerald aus dem Jahre 1922. In dem Film Repo Men, der von dem Unternehmen The Union handelt, das künstliche Organe zur Lebensverlängerung herstellt, spielt er Peter, den Sohn des Repo Man Remy, der sein Geld damit verdient, nicht bezahlte Organe auf grausame Weise zurückzuholen.
Zuvor spielte er meist kleinere Rollen, so etwa in der zweiten Folge der dritten Staffel (Der letzte Fall) der Serie Criminal Minds. In dieser Episode wird nach einem Serienkiller gefahndet, der verheiratete Frauen entführt und dabei ein Kind als Köder benutzt. In der Serie Fringe – Grenzfälle des FBI war er 2011 in einer Episode als junger Peter Bishop zu sehen.

## Filmografie (Auswahl)
- 2007: Criminal Minds (Fernsehserie, Folge 3x02 Der letzte Fall)
- 2008: Der seltsame Fall des Benjamin Button (The Curious Case of Benjamin Button)
- 2009: After.Life
- 2009: Powder Blue
- 2009: Knowing – Die Zukunft endet jetzt (Knowing)
- 2010: Repo Men
- 2011: Fringe – Grenzfälle des FBI (Fringe, Fernsehserie, Folge 3x15 Versuchsperson 13)
- 2011: A Bag of Hammers
- 2012: Little Red Wagon
- 2013: Standing Up
- 2013: Mein Nachbar der Weihnachtsmann (Angels Sing)
- 2013: Seelen (The Host)
- 2013: R. L. Stine’s The Haunting Hour (Fernsehserie, Folge 3x23 My Robot)
- 2014: Black Eyed Dog

## Auszeichnungen
Im Jahre 2008 gewann Chandler Canterbury den Young Artist Award in der Kategorie Beste Darstellung in einer Fernsehserie – Gastdarsteller für seinen Auftritt in der Serie Criminal Minds.